# رضا بازرگان
رضا بازرگان، اسکی‌باز اهل ایران است که در المپیک زمستانی ۱۹۵۶ ملبورن ، اولین المپیک زمستانی که ایران در آن شرکت کرده بود ، در رشته های مارپیچ کوچک ، مارپیچ بزرگ و اسکی سرعت به مصاف حریفان خود رفت .
او در مارپیچ کوچک و اسکی سرعت به رتبه ای دست نیافت آما در مارپیچ بزرگ با رکورد ۴ دقیقه و ۱۵ ثانیه در رتبه ۷۵ جدول رده بندی قرار گرفته و به کار خود در المپیک پایان داد.